# Rémi Coulom
Pour les articles homonymes, voir Coulom.
Rémi Coulom (né en 1974) est un informaticien français,ayant créé le logiciel de go Crazy Stone en 2006, à partir de ses recherches sur l'application de la méthode de Monte-Carlo à l'exploration d'arbres de jeux, donnant naissance à la  recherche arborescente Monte Carlo (MCTS),.
Rémi  Coulom a développé également le système Whole History Rating, permettant un classement (non officiel) des joueurs de go, qu'il publie sur goratings.org, un site qu'il a fondé. Ce système vise à améliorer le système du classement Elo qui affiche un certain nombre de faiblesses, surtout dans le classement des débutants.